# François-Joseph Janssens
François-Joseph Janssens (Brussel, 25 januari 1744 – aldaar, 22 december 1816) was een neoklassiek beeldhouwer te Brussel in de achttiende eeuw. 
Hij genoot zijn opleiding bij Pieter Antoon Verschaffelt en volgde zijn leermeester naar Mannheim. In 1766 vertrok hij voor drie jaar naar Rome en een jaar in Florence. Terug in zijn geboortestad werd Janssens in 1771 vrijmeester. Hij kreeg religieuze opdrachten in Harelbeke, Heylissem en Gent (Sint-Michielskerk en Sint-Baafskathedraal), maar voerde ook veel profaan werk uit, zoals fontein Den Spauwer en de mythologische reliëfs voor het Lakense tuinpaviljoen van landvoogdes Marie-Christine. 
De Franse Revolutie gooide de traditionele verhoudingen door elkaar. Janssens onderschreef de nieuwe ideeën en zal niet geshockeerd geweest zijn toen een David die hij gemaakt had voor Sint-Jacob-op-Koudenberg getransformeerd werd tot Lycurgus. Hij nam deel aan het politieke leven en werd in 1792 aangesteld tot volksvertegenwoordiger.
De KMSKB bezitten tal van terracotta modellen van Janssens, alsook een marmeren buste van raadspensionaris Emmanuel De Cock (1787). In het straatbeeld is zijn fontein Den Spauwer te bezichtigen en zijn werk in het peristylium van de Koudenbergkerk. 